# جون بانكس (لاعبة سنوكر)
جون بانكس (بالإنجليزية: June Banks)‏ هي لاعبة سنوكر بريطانية، ولدت في 4 مارس 1969 في كنت في المملكة المتحدة.